# Stylidium pycnostachyum
Stylidium pycnostachyum är en tvåhjärtbladig växtart som beskrevs av John Lindley. Stylidium pycnostachyum ingår i släktet Stylidium och familjen Stylidiaceae. Inga underarter finns listade i Catalogue of Life.

## Bildgalleri

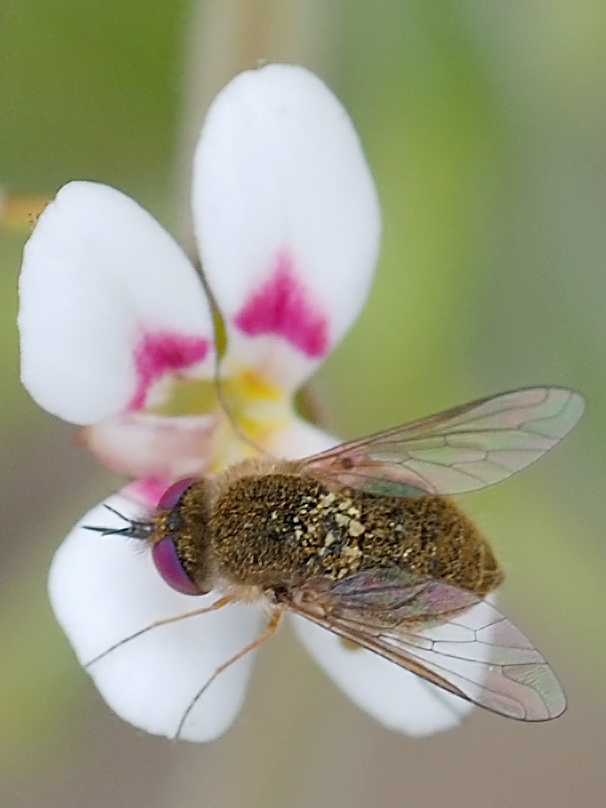